# Prima del tramonto
Prima del tramonto è un film a episodi del 1999 diretto da Stefano Incerti, con Saïd Taghmaoui, Ninni Bruschetta e Gigi Savoia.

## Trama
Tre diverse vicende sono interpretate da tre gruppi di persone, con i loro traffici illeciti, e tutte si risolvono durante una sola giornata e, alla fine, idealmente si ricongiungono tra loro dalla tragicità della vita nella realtà emarginata del Sud Italia. Tra le stranezze si segnalano un autobus che cambia colore ed una pistola con un numero irreale di colpi nel caricatore.

## Produzione
Il film è girato in Puglia, nella campagna foggiana (intorno a San Severo) nel Gargano, sulle spiagge di Lesina ed in Campania nella città di Aversa (CE).